# Psammisia oreogenes
Psammisia oreogenes är en ljungväxtart som beskrevs av Herman Otto Sleumer. Psammisia oreogenes ingår i släktet Psammisia och familjen ljungväxter. Inga underarter finns listade i Catalogue of Life.